# Takao (1888)
Takao (高雄) byl nechráněný křižník japonského císařského námořnictva. Jeho vznik byl inspirován francouzskou doktrínou Jeune École a v letech 1886 až 1888 jej postavila loděnice v Jokosuce. Tím se stal prvním křižníkem a zároveň druhým plavidlem s trupem z nelegované a legované ocele postaveným v Japonsku.
Zúčastnil se první čínsko-japonské války (1894 až 1895), během které doprovázel transportní lodě s vojáky a zúčastnil se dobývání přístavů Lü-šun-kchou a Wej-chaj. Po válce byl roku 1898 překlasifikován na kaibókan 3. třídy. Jako takový se okrajově zúčastnil potlačení boxerského povstání (1900) a rusko-japonské války (1904 až 1905). Vyřazen byl roku 1911.
U japonských jmen je rodné jméno uváděno na prvním místě a rodové jméno na druhém
Při přepisu japonštiny byla použita česká transkripce
U hodností císařského námořnictva bylo vypuštěno upřesnění „kaigun“ (海軍)

## Pozadí vzniku
Obnovené japonské císařství ve druhé polovině 19. století usilovalo o modernizaci společnosti a snažilo se vyrovnat západním imperiálním (a industriálním) velmocem. Za tím účelem se snažilo importovat nejenom moderní techniku, ale i s ní související technologie průmyslové výroby. Pro nové císařské námořnictvo to znamenalo nákup moderních plavidel v zahraničí (v 70. letech zejména ve Velké Británii) a zároveň získání schopností pro domácí stavbu moderních válečných plavidel.

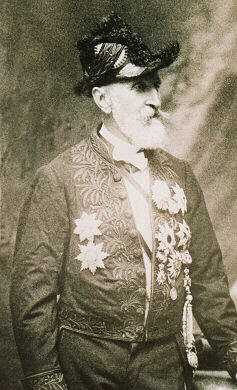
Francouzský konstruktér Louis-Émile Bertin

V roce 1882 navrhl sangi (参議 ~ ministr/rádce) kaigun kjó (海軍卿 ~ námořní lord) čúdžó (中将 ~ viceadmirál) Sumijoši Kawamura osmiletý plán výstavby loďstva, který byl po dlouhých jednáních přijat v květnu 1883. Podle něj mělo císařské námořnictvo v následujících osmi letech získat 32 nových válečných lodí v ceně přes 26 000 000 jenů. Světový vývoj námořního zbrojení šel ale dopředu tak rychle, že již o pár let později bylo zřejmé, že lodě objednané podle plánu z roku 1882 by byly zastaralé ještě před dokončením. Proto v roce 1885 Kawamura a hakušaku (伯爵 ~ hrabě) rikugun čúdžó (陸軍中将 ~ generálporučík) Cugumiči Saigó vystoupili s tím, že nemá cenu utrácet další peníze na splnění původního plánu.
Původní plán byl proto roku 1885 – pod vlivem francouzské Jeune École – přepracován a rozšířen ve prospěch menších plavidel (hlavně křižníků a torpédovek) na úkor obrněnců. Téhož roku byl do Japonska pozván jeden z protagonistů Jeune École francouzský konstruktér Louis-Émile Bertin, který připlul do Jokosuky v lednu 1886. Pravděpodobně již během cesty navrhl Bertin nový plán – Kantai sošiki no keikaku (艦隊組織の計画 ~ plán složení floty) – který byl již v únoru předložen Kaigunšó a následně schválen jako Dai ikki gunbi kakučó keikaku (第一軍備拡張計画 ~ první rozvojový plán). Třetí nejvyšší prioritu v Kantai sošiki no keikaku (po čtyřech kaibókanech 2. třídy a 28 torpédovkách 1. a 2. třídy) měly dva ittó hóčikan (一等報知艦 ~ spojovací loď/avízo 1. třídy) o projektovaném výtlaku 1 750 T. Jedním z nich se stal pozdější Takao.
Bertin je někdy označován za autora projektu nového ittó hóčikan. To ale Lengerer rozporuje, neboť není znám žádný archivní dokument, který by toto potvrzoval.
Nový nechráněný křižník měl hlavní dělostřeleckou výzbroj umístěnou na čtyřech sponsonech (visutých platformách), čímž připomínal soudobé francouzské křižníky.
Oproti předchozím nákupům větších jednotek ze zahraničí, byla stavba nového křižníku svěřena námořní loděnici v Jokosuce, kde na stavbu dohlíželi britští odborníci na stavbu ocelových lodí Henry Lewis a David Nicholas z královské loděnice v Pembroke Dock.

## Konstrukce

### Trup a nástavby
Přes 70 metrů dlouhý nepancéřovaný trup (délka na vodorysce podle Nišidy 70,4 m a podle Jentschury 71,0 m) byl smíšené konstrukce: kostru z legované ocele pokrývala nelegovaná ocelová obšívka. Jednalo se o poslední vývojový mezistupeň na cestě od dřevěného k celoocelovému trupu a kromě Takao jej v císařském námořnictvu měl již jenom o něco dříve stavěný dělový člun Atago (třetí jednotka třídy Maja).
Trup měl dvojité dno.
Hlavní paluba byla prohnutá (nejnižší volný bok byl přibližně ve 2/3 délky) a na přídi (až přibližně k přednímu stěžni) byla vyvýšená přední paluba. V přední polovině hlavní paluby se ještě nacházel malý můstek s jedním velkým mírně dozadu odkloněným komínem.
Oba stěžně měly po dvou koších, přičemž dolní koš nesl světlomet (na předním stěžni byl světlomet před stěžněm, v zadním koši za stěžněm) a horní koš byl bojový (tzv. mars).

### Pohon
Hlavním zdrojem pohonu bylo pět trubnatých válcových kotlů na uhlí, které dodávaly páru pro dva horizontální dvouválcové parní stroje s dvojnásobnou expanzí. Při indikovaném výkonu 2332 koňských sil (1715,2 kW) umožňovaly dosáhnout rychlosti až 15 uzlů (27,7 km/h). Kouř z kotlů byl odváděn jedním společným komínem.
Pro úsporu paliva při delší plavbě bylo možné použít příčné plachty na obou stěžních s vratiplachtu na zadním stěžni. V roce 1900 bylo oplachtění odstraněno.

### Výzbroj

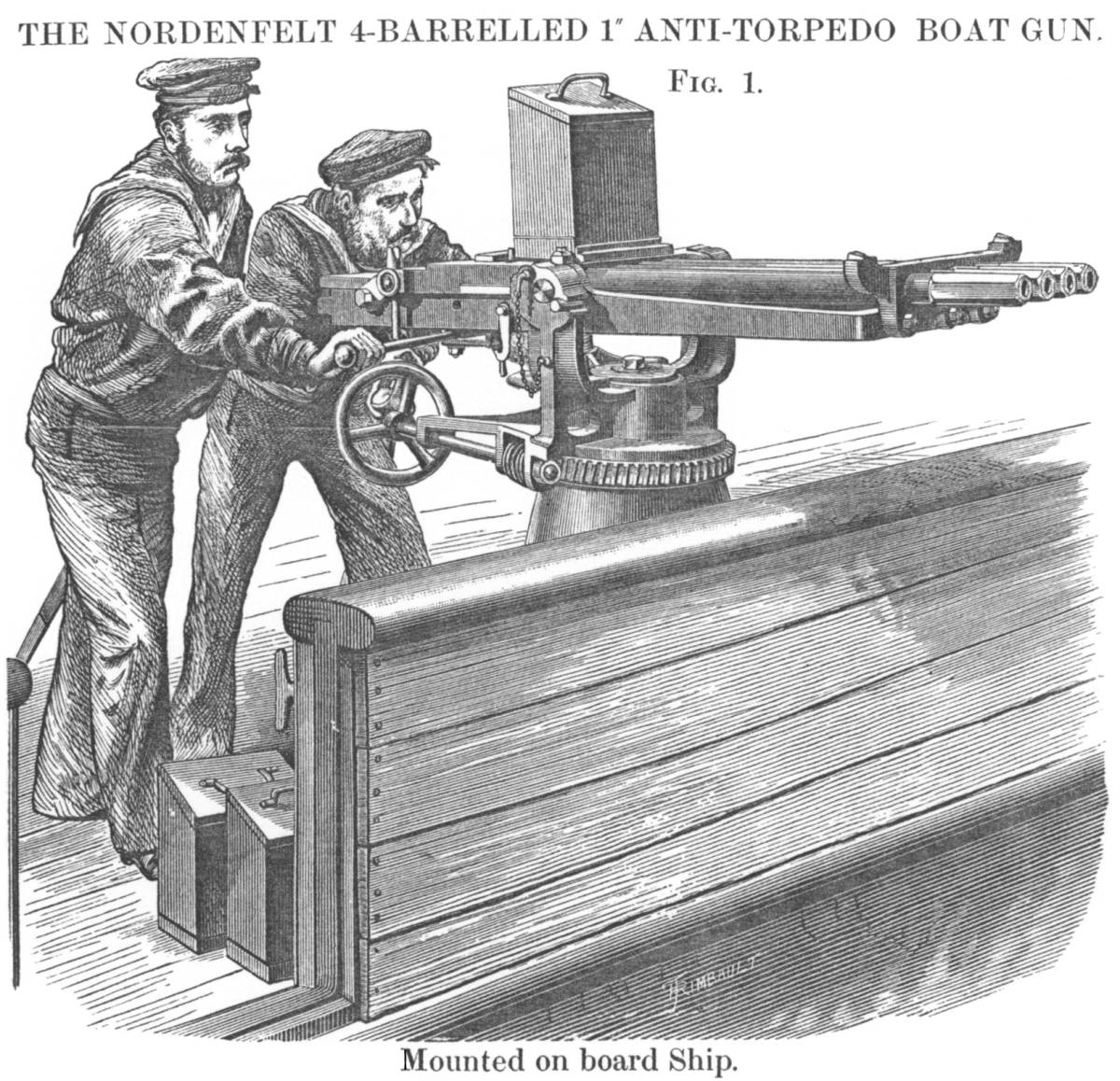
1″ čtyřhlavňový Nordenfelt s dvoučlennou obsluhou

Hlavní výzbroj po dokončení představovala čtveřice zezadu nabíjených 150mm kanónů Krupp v otočných lafetacích s čelními štíty. Jentschura uvádí, že šlo o šestipalcové (152,4 mm) kanóny, kdežto DiGiulian uvádí, že všechny Kruppovy 15cm kanóny měly ve skutečnosti ráži 149,1 mm. Hlaveň měla délku 35 ráží (~ 5250 mm) a hmotnost 4,7 tuny. Dokázaly vystřelit 34,5kg granát s úsťovou rychlostí 600 m/s dvakrát až třikrát za minutu. Kanóny byly umístěny ve sponsonech na bocích plavidla – před můstkem a před zadním stěžněm – takže boční salvu mohly vystřelit vždy dva kanóny a umístění na sponsonech zvětšovalo palebný rozsah pro střelbu vpřed a vzad.
Na zádi byl umístěn jeden 120mm zezadu nabíjený kanón v otočné lafetaci se štítem. Podle Jelínka se mělo jednat o kanón Armstrong s délkou hlavně 25 ráží (~ 3000 mm), kdežto podle Olendera se mělo jednat o 120mm kanón Krupp stejné délky (podle Olendera císařské námořnictvo sice mělo ve výzbroji 120mm kanóny Armstrong, ale ty měly délku 22 a 40 ráží). 120mm kanón Krupp střílel granáty o hmotnosti 15–16,3 kg úsťovou rychlostí 485 m/s dvakrát až třikrát za minutu.
Na přídi byl jeden 57mm kanón Hotchkiss s hlavní délky 40 ráží (~ 2280 mm). V marsech na obou stěžních byly umístěny dva 1″ (25,4 mm) čtyřhlavňové kanóny Nordenfelt (v každém marsu jeden). Model v greenwichském námořním muzeu ale ukazuje jiné složení výzbroje. Výzbroj doplňovaly dva nadhladinové otočné 356mm torpédomety typu SHU (čili typu Schwartzkopff). Torpéda byla z torpédometu vystřelována stlačeným vzduchem. Torpédomety mohly být použity pro stlačeným vzduchem poháněná torpéda Schwartzkopff (typ SHU typů 84 a 88) a od roku 1893 i Whitehead (typ HO typu 26).
Kolem roku 1900 (Jelínek uvádí 1901, ale k sejmutí marsů s Nordenfelty pravděpodobně došlo už v roce 1900 při redukci takeláže) byl Takao přezbrojen. Nově nesl čtyři šestipalcové (152 mm) kanóny délky 40 ráží – pravděpodobně 6″/40 QF Elswick. Ty doplňovaly dva 47mm kanóny s hlavní délky 40 ráží a 6 kulometů. Podle Jentschury a Jelínka měly torpédovou výzbroj zastupovat dva 18″/457mm torpédomety. Takovou ráži ale císařské námořnictvo podle Lacroix & Wells nikdy nezavedlo. Někdy jsou v literatuře jako 18″ označovány 450mm torpédomety – mohlo se tedy jednat buď o 450mm torpédomety typu HO (Whitehead; existovaly v otočné i pevné verzi), nebo pevné 450mm torpédomety typu AN (Armstrong).
K poslednímu přezbrojení došlo podle Jelínka v roce 1907, kdy byla dosavadní výzbroj nahrazena za dva 150mm/40 a dva 120mm/40 kanóny.

## Služba

### Před první čínsko–japonskou válkou
Dne 12. dubna 1889 – tedy ještě před zařazením do služby – byl kapitánem nového křižníku jmenován šósa (少佐 ~ korvetní kapitán) Gonnohjóe Jamamoto, pozdější admirál, ministr námořnictva a předseda vlády. Křižníku velel až do 24. září 1890, kdy ho ve funkci vystřídal šinnó (親王 ~ kníže) daisa (大佐 ~ námořní kapitán) Takehito Arisugawa. Ten velel Takau téměř dva roky, až do 5. září 1892.
Počátkem roku 1894 – před první čínsko–japonskou válkou a v rámci mírové organizace císařského námořnictva – byl Takao podřízen Dai-iči kaigunku (第一海軍区 ~ 1. námořní okruh) v Jokosuce. Dne 22. dubna vyplul Takao spolu s pancéřovým křižníkem Čijoda z Kóbe a následujícího dne se na moři setkal s Itóovou Macušimou, se kterými navštívil Amami Óšimu, Naha, souostroví Ma-cu (odkud lodě vypluly 1. června) a 2. června Itóův svaz kotvil v Kao-siungu. Kvůli napjaté situaci v Koreji a korejské žádosti o pomoc, vyslané k čchingskému dvoru, vyslalo japonské císařské námořnictvo ke korejským břehům šest lodí, včetně tří Itóových křižníků z Kao-siungu. Takao měl podle Olendera zakotvit v korejském Pusanu 6. června 1894, ale podle Lengerera byl Takao pomalejší, než ostatní Itóovy křižníky a do Pusanu připlul až 7. června.
9. června vyplul z Hirošimy parník Wakanóra Maru, na jehož palubě byl předvoj smíšené Óšimovy brigády. Takao se s parníkem setkal u Modži a doprovodil ho do Čemulpa, kam připluly 12. června. Šestnáctého června vyplul Takao spolu s křižníky Macušima, Jošino a korvetou Jamato z Čemulpa do Saseba, ale kvůli mlze spustil 23. června kotvu na moři.
13. července byl Takao zařazen do nově zformované Keibi kantai (警備艦隊 ~ strážní flota), které velel šóšó (少将 ~ kontradmirál) Norimiči Aiura.

### První čínsko–japonská válka
Po aktivaci Rengó kantai v červenci 1894 byl Takao přiřazen k Dai-ni júgekitai (第二遊撃隊 ~ druhá rychlá úderná eskadra), která byla zformována 22. července a které velel šóšó Aiura. Koncem července (tj. po zahájení bojů) se Takao nacházel v Asanském zálivu a následně se přesunul do Kunsanu, kde bylo hlavní kotviště japonského loďstva v Koreji.

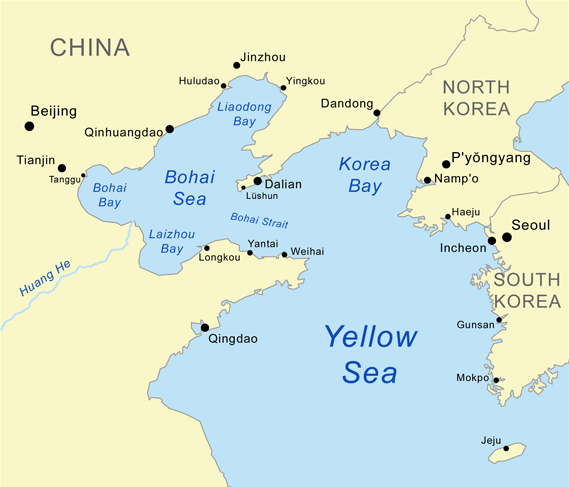
Žluté moře – operační oblast křižníku Takao během první čínsko-japonské války (1894 až 1895)

Dne 9. srpna vyplul z Kunsanu, aby se spolu s dalšími jednotkami zúčastnil Itóova pokusu o vylákání čínského loďstva z Wej-chaj. Když 10. srpna připlul čúdžó (中将 ~ viceadmirál) Sukejuki Itó se svým loďstvem k Wej-chaj, našel přístav prázdný a došlo pouze k tříhodinovému souboji na velkou vzdálenost s pobřežními bateriemi bez viditelného výsledku. Ráno 11. srpna Takao zakotvil zpět v Kunsanu.
V září se Takao věnoval ochraně transportních lodí, které kotvily v Kunsanu. Proto se 13. září nezúčastnil Itóova vyplutí s většinou loďstva, aby doprovodil konvoj k ústí řeky Tedong, ani bitvy u ústí řeky Jalu 17. září. Lodě Dai-ni júgekitai pak byly součástí vzdáleného doprovodu invazních jednotek, které se ráno 24. října začaly vyloďovat u Chua-jüan-kchou (花園口, 39°31′41″ s. š., 122°41′26″ v. d.). Při vylodění zaujala Dai-ni júgekitai pozici u Elliotových ostrovů (Čchang-šan čchün-tao 长山群島, 39°16′18″ s. š., 122°35′43″ v. d.).
U Elliotových ostrovů setrval Takao až do 6. listopadu, kdy v rámci Itóova svazu vyplul dobýt Ta-lien. Před Ta-lienskou zátoku připlula Itóova eskadra hodinu po půlnoci na 7. listopadu, ale ráno se ukázalo, že přístavní město již obsadila japonská císařská armáda.
Dalším japonským cílem byla hlavní čínská námořní základna (tou dobou již ale čínským námořnictvem opuštěná) Lü-šun-kchou. Její námořní blokádu Itó zahájil 20. listopadu, ale držel se mimo dostřel pobřežních baterií. Následujícího dne japonské jednotky prolomily pozemní obranu a přístav padl. Přibližně v 15:30 (21. listopadu) narazily Takao a Kongó na dva malé parníky (pravděpodobně remorkéry), které se pokoušely opustit přístav a těsně předtím unikly japonským torpédovkám, které se naopak pokoušely proniknout do přístavu. Obě japonské lodě zahájily palbu na uprchlíky, přičemž jeden parník potopily a druhý najel na mělčinu.
Dalším japonským cílem se stalo dobytí Wej-chaj. Večer 19. ledna 1895 vyplula první skupina 19 transportních lodí z Ta-lienu a ráno 20. ledna se k nim jako doprovod přidal Itóův svaz, jehož součástí byl i Takao. Ještě téhož dne zakotvily transporty v Žung-čchengském zálivu (荣成湾, 37°21′ s. š., 122°38′24″ v. d.) a Itó se i s Takaem vydal před Wej-chaj, aby zahájil jeho blokádu. V blokádě se během následujících dní jednotlivé japonské formace střídaly – ty které nebyly na stanovišti se vracely do Žung-čchengského zálivu.
Ráno 30. ledna se Takao přidal k hlavnímu Itóovu svazu, který připlul před Wej-chaj v 6:30. Japonské jednotky křižovaly asi 15 námořních mil (~27,8 km) severně od východního vjezdu do Wej-chaj, zatímco císařská armáda zahájila pozemní útok na pevnosti kolem přístavu. Odpoledne (po 14:10) vyslal Itó Dai-ni júgekitai ostřelovat čínskou baterii na ostrově Ž' (日岛, 37°28′41″ s. š., 122°12′7″ v. d.), které hlídaly východní přístup. Takao spolu s Fusó, Hiei a Kongó, které později podpořily i korvety Kaimon, Tenrjú a dělový člun Bandžó se čínské baterii na ostrově věnovaly až do soumraku. Poté se Dai-ni júgekitai stáhla na noc k ostrovu Ťi-ming (鸡鸣岛, 37°26′56″ s. š., 122°28′47″ v. d.). Následujícího dne se zhoršilo počasí a Takao se před bouří uchýlil do Žung-čchengského zálivu.
Před Wej-chaj se Takao vrátil až ráno 3. února. Připlutí Dai-ni júgekitai přimělo čínského admirála Ting Žu-čchanga, aby odvolal připravovaný obojživelný protiútok na baterie na pevnině východně od přístavu, které v předchozích dnech dobyli Japonci.

## Model v Royal Naval College
V roce 1910 věnovala japonská vláda greenwichské Royal Naval College sadu šesti modelů japonských lodí, jako poděkování koleji za vzdělání prvních důstojníků císařského námořnictva. Model Takao v měřítku 1:48 by měl – podle původních stěžňů s marsy a hlavní výzbroje – zachycovat podobu před rekonstrukcí z roku 1900/1901. Zcela chybí 57mm kanón Hotchkiss na přídi a loď nese celkem deset čtyřhlavňových Nordenfeltů: dva na přední palubě, dva za komínem v mezeře mezi záchrannými čluny, dva na plošině před zadním stěžněm, dva na zádi mezi stěžněm a 120mm kanónem (vždy jeden na levoboku a jeden na pravoboku) a po jednom v každém marsu.